# Róbigzon Oyola Oyola
Róbigzon Oyola Oyola   (Villahermosa, 10 d'agost de 1988) és un ciclista colombià. Professional des del 2010, actualment a l'equip Medellín-Inder.

## Palmarès
- 2010
  - Vencedor d'una etapa a la Volta a Colòmbia sub-23
- 2014
  - 1r a la Volta a Chiriquí i vencedor d'una etapa
  - Vencedor d'una etapa a la Volta a Guatemala
- 2015
  - 1r a la Volta a la Independència Nacional
- 2016
  - Vencedor d'una etapa a la Volta a Chiriquí
- 2019
  - Vencedor d'una etapa a la Volta a Colòmbia
- 2025
  - Vencedor d'una etapa a la Jamaica International Cycling Classic
  - Vencedor d'una etapa a la Volta Bantrab